# Établissement d'utilité publique
Ne doit pas être confondu avec établissement public ou établissement reconnu d'utilité publique.

## France
En France, un établissement d'utilité publique est un organisme régi par le droit privé dont la création a été officialisée par décret.

## Belgique
En Belgique, les établissements d'utilité publique, personnes morales de droit privé, étaient régis par la loi du 27 juin 1921 qui leur accordait la personnalité juridique. À l'occasion de la refonte fondamentale de la loi du 27 juin 1921 par la loi du 2 mai 2002, l'appellation établissement d'utilité publique (néerl. instelling van openbaar nut) a été remplacée par fondation d'utilité publique (stichting van openbaar nut). Le terme « fondation » permet de mieux distinguer ces personnes morales de droit privé des personnes morales de droit public dénommées « établissements publics ». Pour bénéficier de la personnalité juridique, les anciens établissements d'utilité publique et les actuelles fondations d'utilité publique doivent avoir été reconnues par un arrêté royal, ce qui les distingue des fondations privées également régies par la loi du 27 juin 1921.

## Exemples
- Conseil des ventes volontaires de meubles aux enchères publiques
- Conseil national des barreaux
- Haut Conseil de la coopération agricole